# Paul Anton von Kameke

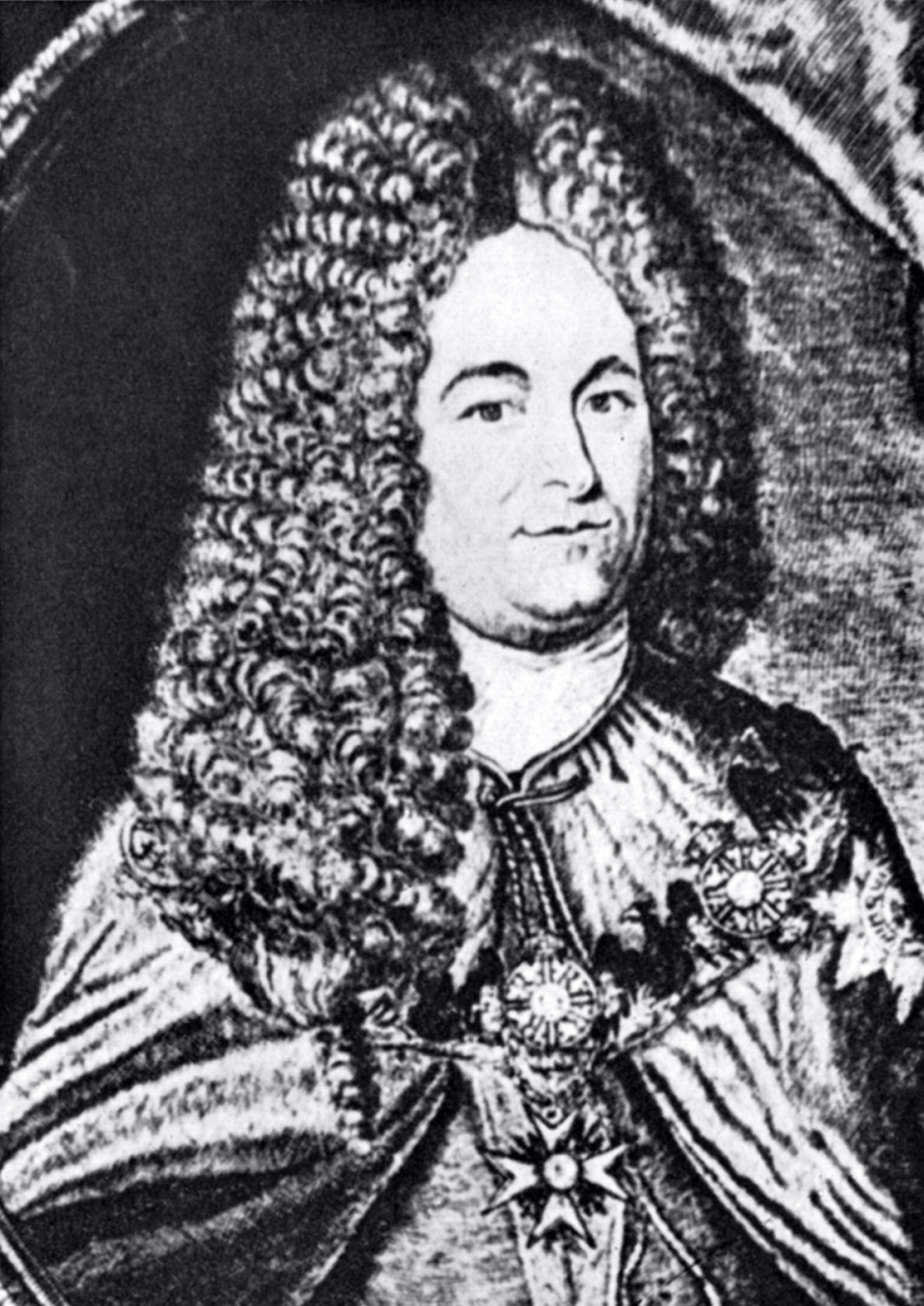
Paul Anton von Kameke

Paul Anton von Kameke (* 29. Mai 1674 in Strachmin bei Köslin; † 19. Juli 1717 ebenda), auch ‚der große Kamecke‘ genannt, war preußischer Staatsminister und Generalmajor.

## Leben

### Herkunft
Paul Anton entstammte der Strachminer Linie des pommerschen Adelsgeschlechts Kameke. Er war der Sohn des gleichnamigen Paul Anton von Kameke, Erbherr auf Strachmin, Strippow und Warnin, und dessen Ehefrau Dorothea Hedwig von Kameke aus dem Hause Strippow.

### Karriere
1690 wurde er Page beim brandenburgischen Kurfürsten Friedrich III., dem späteren König Friedrich I. von Preußen, dessen besonderes Vertrauen er gewinnen konnte. Im Alter von 22 Jahren wurde er Kapitän und Kompaniechef der Leibgarde. 1705 ernannte ihn Friedrich I. zum Grand maître de la Garderobe, zum königlichen Generaladjutanten und außerdem zum Amtshauptmann von Mühlenhof und Mühlenbeck. Gemeinsam mit seinem Vetter Ernst Bogislav von Kameke gehörte er zu den Gegnern des Oberkammerherrn Kolbe-Wartenberg. 1710 wurde Kameke Oberkämmerer und 1712 Oberhofmeister (Grand maître de la maison royale). Ebenfalls 1712 ließ er sich in Prötzel das barocke Herrenhaus Schloss Prötzel errichten.
Als der König 1713 starb, war Kameke Oberst der Leibgarde. Er wurde dann Generalmajor und stellte ein eigenes Regiment auf. Mit diesem nahm er während des Großen Nordischen Krieges 1715 am Pommernfeldzug und an der Belagerung Stralsunds teil.
Wegen einer Erkrankung schied Kameke 1716 aus der Armee aus und zog sich auf sein Gut Strachmin zurück, wo er 1717 verstarb. Kameke war Ritter des Schwarzen Adlerordens.

### Familie
Er war zweimal verheiratet. Er heiratete am 13. November 1704 die Gräfin Agnes Juliane von Schlieben (* 23. Juni 1685; † 23. September 1705). Nach ihrem Tod heiratete er am 16. März 1707 Ilse Anna von Brünnow aus dem Haus Alt-Schlage (* 28. Februar 1675; † 27. August 1749). Aus dieser Ehe entstammt der Sohn Friedrich Paul von Kameke (* 9. Mai 1711; † 27. August 1769). Dieser war mit der Gräfin Marie von Golowkin (* 8. April 1718; † 8. August 1757), einer Tochter des russischen Gesandten in Preußen, Graf Alexander Gawrilowitsch Golowkin (1689–1760), verheiratet und wurde am 28. Juli 1740 von König Friedrich II. in den preußischen Grafenstand erhoben.
Dazu hatte er folgende Töchter:
- Sophia Wilhelmine (* 24. September 1712; † 1. Dezember 1758) ⚭ Friedrich von Dönhoff (* 8. Dezember 1708; † 30. September 1769) (Sohn von Otto Magnus von Dönhoff)
- Albertine-Dorothée (* 4. April 1714, Berlin; † 9. April 1801, Maastricht) ⚭ in Berlin am 13. Dezember 1748[4] oder 14. November 1763[5] Charles-Louis-Auguste-Ferdinand-Emmanuel, Herzog und Prinz de Looz-Corswarem (1716–1784), Herr auf Boudimont und d'Angest, Baron de Mainil, Kgl. preuß. Oberkammerherr[6][7]
- Anna Friederike (* 4. März 1715; † 22. November 1788) ⚭ Leopold Alexander von Wartensleben (1710–1775)

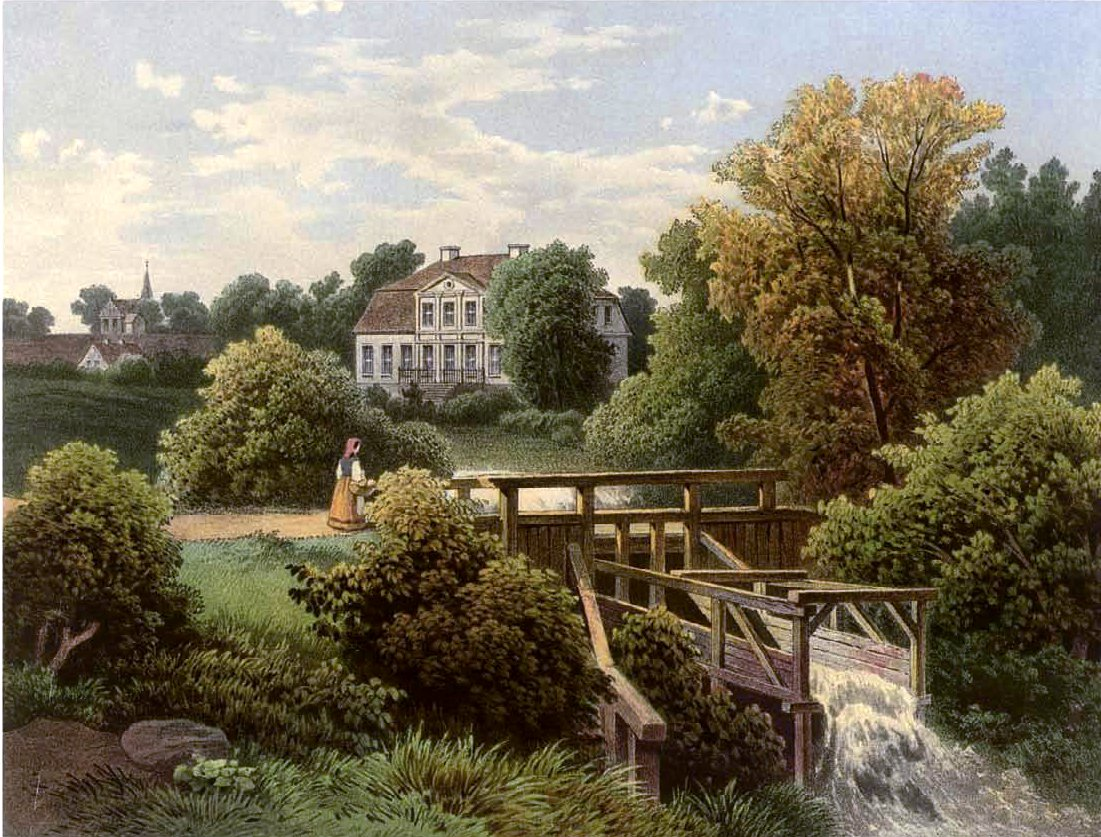
Rittergut Strachmin
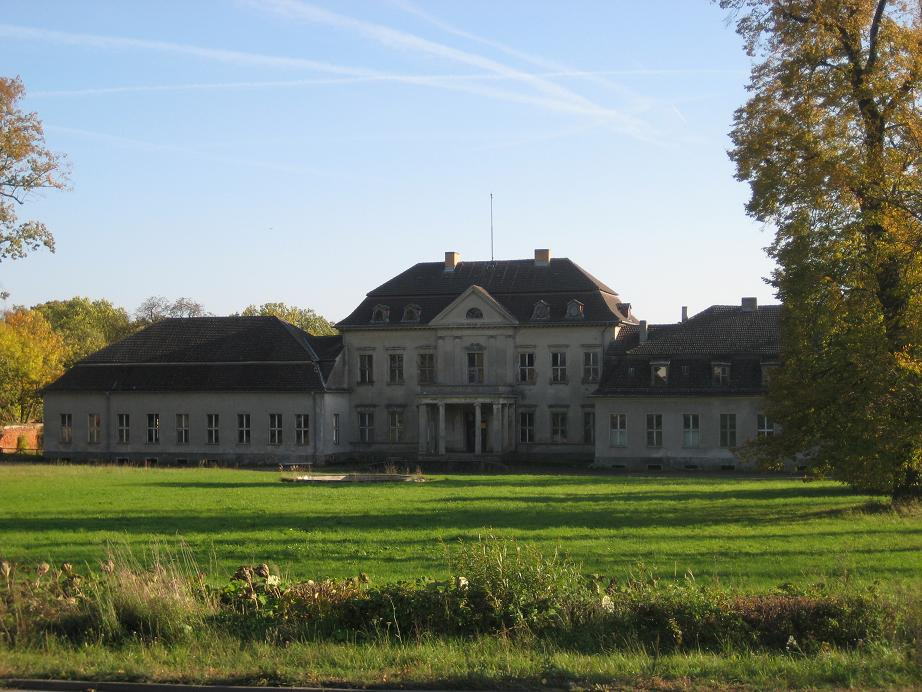
Schloss Prötzel